# روي ميتشيل (لاعب هوكي الجليد)
روي ميتشيل هو لاعب هوكي الجليد كندي، ولد في 14 مارس 1969 في إدمونتون في كندا.

## وصلات خارجية
- روي ميتشيل على موقع دوري الهوكي الوطني (الإنجليزية)
- روي ميتشيل على موقع EliteProspects.com (الإنجليزية)
- روي ميتشيل على موقع HockeyDB.com (الإنجليزية)
- روي ميتشيل على موقع Hockey-Reference.com (الإنجليزية)